# Jean-Félix Bapterosses
Jean-Félix Bapterosses (1813 Bièvres – 1885 Briare) fue un inventor e industrial francés. Fundó en París en 1845 una fábrica de botones de porcelana. Compró la fábrica Faïencerie Briare en 1851, que convirtió en Esmalte de Briare, y a la que unió la fábrica de porcelana de Gien a partir de 1864. Realizó diversos inventos y mejoras mecánicos que fue patentando a lo largo de los años.
Encarna el arquetipo del empresario paternalista católico del siglo XIX, que se preocupaba del bienestar físico y moral de sus obreros, de la misma manera que sus contemporáneos franceses los industriales Henri Schneider en Le Creusot o la familia Wendel en Joeuf.

## Biografía
Jean-Félix Bapterosses —se hizo llamar a partir de cuando se hizo empresario Félix Bapterosses, de ahí las iniciales de sus tarjetas FB—, había nacido el 2 de septiembre de 1813 en Bièvres en el departamento francés de Sena y Oise, fue el último de una familia de cinco hijos. Su padre, Jean-François, era encargado en el taller de grabado de los cilindros para la impresión de las telas de la fábrica de indianas Dollfus-Mieg. Después de pasar una temporada de estudios con los Hermanos de las Escuelas Cristianas, empezó a trabajar como aprendiz. Fue escalando puestos de trabajo desde obrero a encargado en diferentes talleres de construcción mecánica.
Casado en 1849, tuvo cuatro hijos.  Se instaló en Briare en 1851 y vivió con su familia en la casa del «maestro de la fábrica» —convertida más tarde en la sede del Museo del mosaico y esmalte de Briare—. Falleció en esta ciudad el 13 de abril de 1885. Unas diez mil personas vinieron de toda la región incluso de París para asistir a sus funerales. En la plaza de la República en Briare se instaló, como homenaje, un monumento con su busto en bronce realizado por el escultor Henri-Michel-Antoine Chapu.

## Inventor precoz
Muy pronto, Jean-Félix Bapterosses se dio a conocer como un gran creativo con atención especial en la mecánica. Presentó un modelo de fusil de retrocarga por la culata en 1835, su primera patente a la edad de 24 años en 1837 y en 1838 otra para el perfeccionamiento de la lámpara mecánica inventada por Bertrand Guillaume Carcel. Proyectó una máquina a vapor con una locomotora rápida, —era el año de la puesta en marcha del tren, y los ingleses fueron sus precursores—, este proyecto fue finalmente objeto de una patente en 1842.

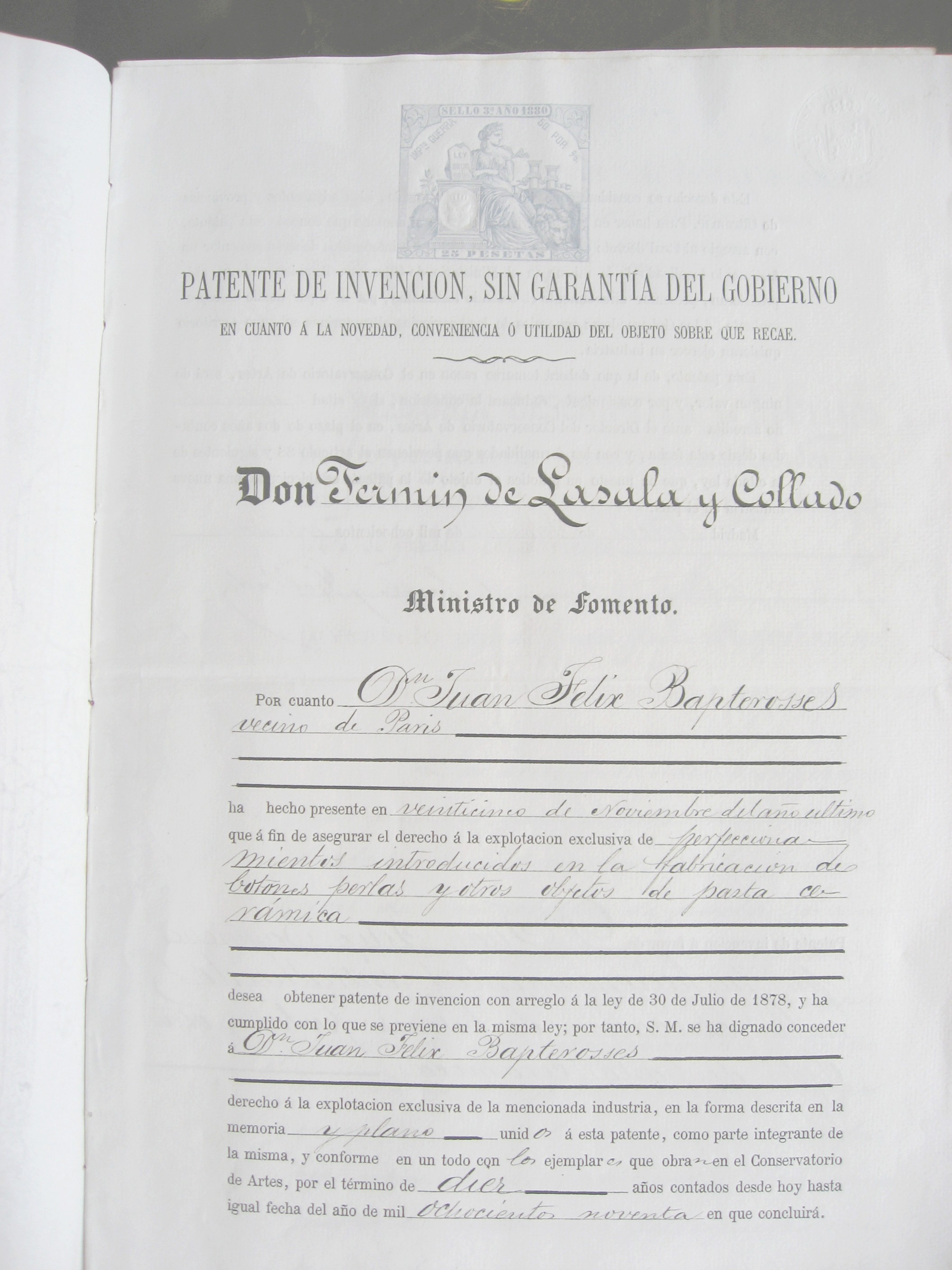
Patente concedida por el ministro de Fomento español Fermín de Lasala y Collado a Bapterosses el 25 de noviembre de 1880 por un período de diez años.

Realizó un viaje a Inglaterra en 1843 para visitar las fábricas de Minton (Stoke-on-Trent, en Staffordshire, región especializada en el área de cerámica) y Chamberlain (Worcester), fabricantes de botones cerámicos de acuerdo con el método inventado por los hermanos Prosser en 1840. Regresó de este viaje en 1844,con el proyecto de presentar una patente para una prensa capaz de producir por golpeo 500 piezas de botones a la vez. La venta de esta patente le permitió financiar la fabricación de la máquina de vapor, cuya patente había sido presentada dos años antes. El precio de venta de la máquina fue demasiado alto para los ingleses. Jean-Félix Bapterosses se quedó con su máquina de fabricar los botones sin saber hacer la pasta para ellos. Ante esto, decidió investigar sobre el trabajo de la cerámica y diseñó una masa más plástica que la tradicional para la fabricación de botones, añadiendo leche, —que contiene caseína— a partir de datos de la fábrica de porcelana de Sèvres. Aprovechó la oportunidad para inventar un horno y patentarlo, con «muflas abiertas» de carbón en 1847 que permitió la monitorización continua en la cocción de botones, Bapterosses fue premiado en la sección de cerámica de la exposición de 1849, pero pronto se tuvo que defender contra los falsificadores. Su talento como innovador, fue rápidamente reconocido, sobre todo por Jacques-Joseph Ebelmen director de la manufactura nacional de Sèvres, e incluso en Alemania por G. Kühn, director de la Fábrica real de porcelana de Sajonia.  Su excelente trabajo le hizo ser nombrado corresponsal de la Sociedad para el fomento de la industria nacional.
También fue un astuto hombre de negocios, ya que pronto comprendió la importancia de una marca y su publicidad, así como el control y garantizar la calidad de los productos. Por lo que mostraba consistentemente las iniciales (FB) en todas las tarjetas de visita, acompañada de reproducciones de medallas y premios obtenidos en diferentes exposiciones universales.

## La época industrial

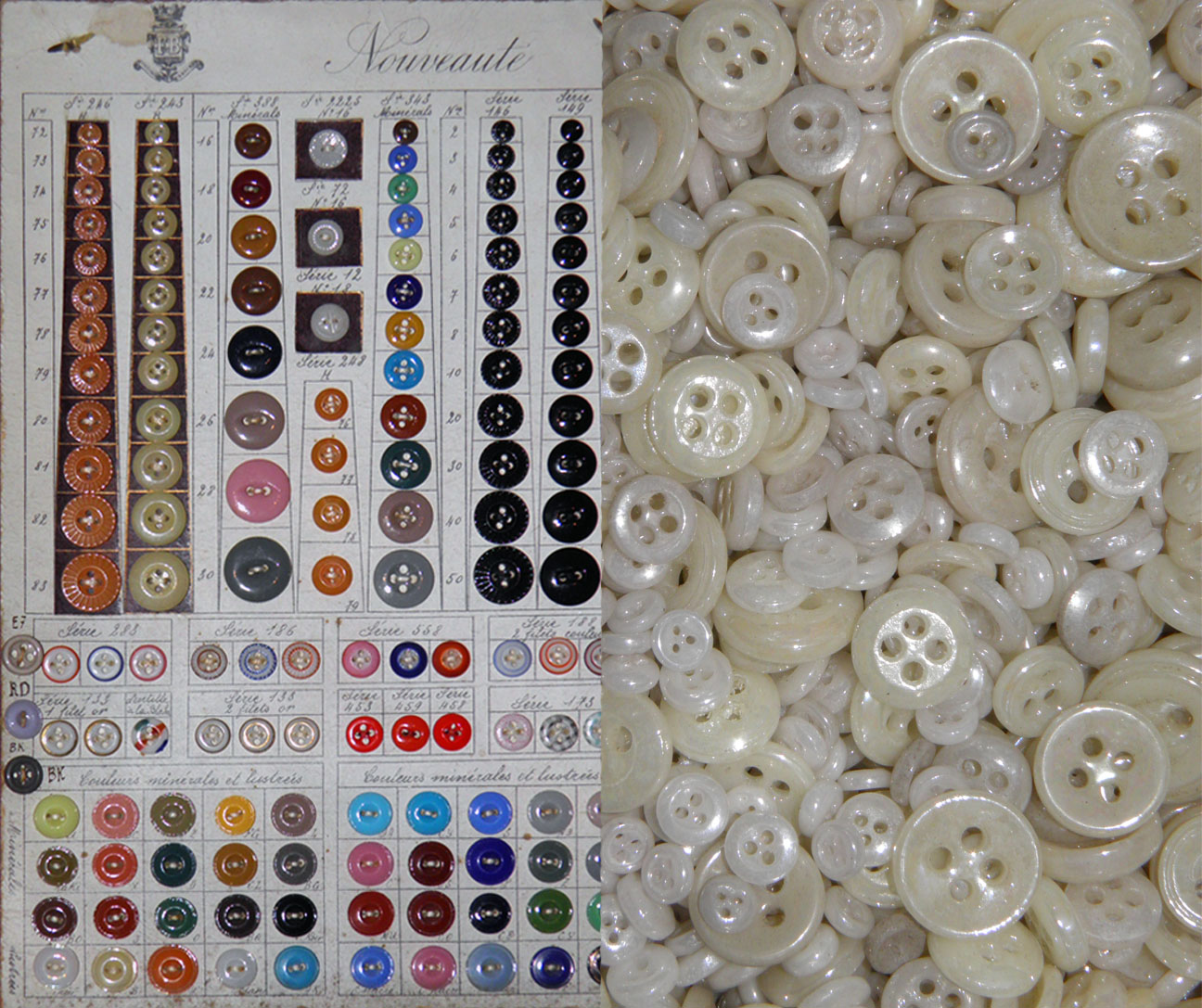
Botones de la fábrica de Briare hacia 1850.

Jean-Félix Bapterosses abrió su primera fábrica de botones de porcelana en 1845 en Belleville, entonces aún no anexionado a París. Dos años después de la inauguración de esta fábrica, y gracias a sus muchas invenciones por las que obtuvo una medalla de oro, las fábricas en Longton de Minton y Chamberlain debieron abandonar la fabricación de botones. Este suceso ayudó rápidamente a su crecimiento industrial, lo que le obligó, al traslado de su fábrica a nuevas instalaciones mayores, en la calle de la Muette en París. El éxito se acrecentó y junto con el aumento de conflictos sociales derivados de los sucesos de 1848 lo llevó a buscar un lugar en provincias para su manufactura.
En 1850, buscando un lugar para ampliar su factoría, descubrió la fábrica «Faïencerie Briare» que se encontraba en dificultades financieras. La compró en 1851, ayudado por su hermano, Jean-Frédéric Bapterosses cercano a la química, ambos comenzaron a desarrollar las formas y colores de sus productos. Construyó unos años después una de mosaicos en Combles cerca de Châtillon-sur-Loire, que le permitió, a continuación, ampliar significativamente la fábrica de cerámica de origen, ocupando 17 hectáreas.

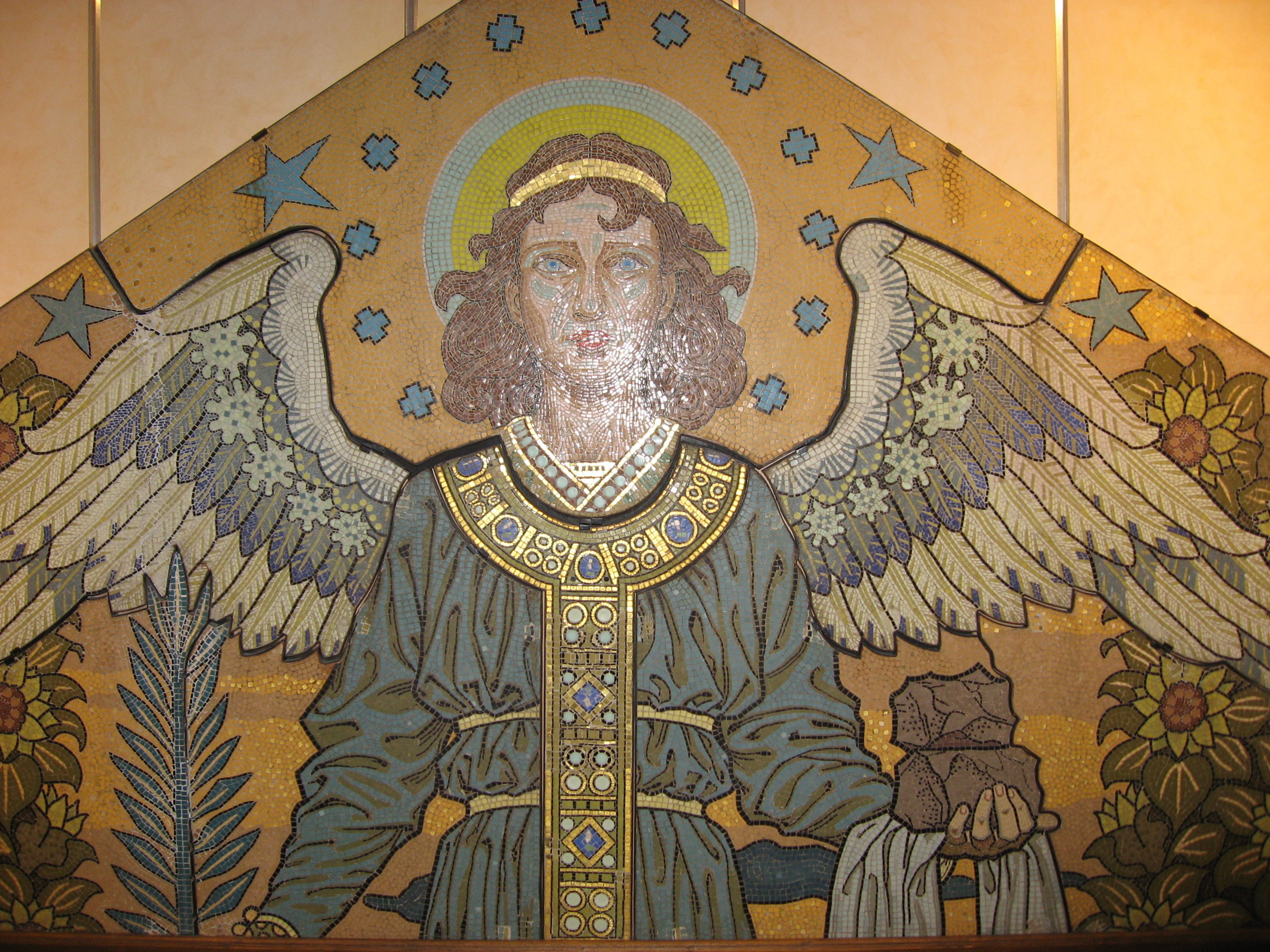
Mosaico de la iglesia de Saint-Étienne de Briare realizado en 1880.

En 1860 puso en marcha la fabricación de botones con vástago metálico —especial para botas— y en 1864 añadió la fabricación de perlas. La fábrica producía entonces 800 000 botones por día. Fue el momento de su transformación en sociedad anónima, siendo el primer presidente del consejo de administración de la fábrica de porcelana de Gien, para la que inventó un sistema especial de encastar que fue en parte responsable del éxito de la marca. Construyó dentro de su recinto, otro anexo a su fábrica de perlas y de botones de Briare, una planta de gas que aseguró a la ciudad de Gien el alumbrado público durante 20 años (hasta 1886).

## Un filántropo implicado
Jean-Félix Bapterosses era creyente y relativamente cercano a los católicos liberales, en la línea del obispo de Orleans Félix Dupanloup. Sin embargo, el abad de Briare se quejó en 1869 al obispado de falta de fervor religioso en él. Se convirtió en director y donante de la Oficina de benefactores y caridad de Briarois —institución al servicio de los pobres—, desde 1854. Financió la construcción de una oficina de policía, y la compra del castillo de los señores del canal de Briare —vendido por la Compañía del Canal en liquidación, después de haberlo adquirido en 1657— para hacer el ayuntamiento de la Ciudad en 1861. En 1867 creó una "sociedad de seguros mutuales" -especie de Seguridad Social—, para ocuparse de sus obreros así como también para el resto de habitantes del municipio que desearan apuntarse. En 1869 construyó las escuelas para doscientos cuarenta niños pertenecientes a obreros de la manufactura, incluso ideó un proceso mecánico (patentado en 1868) para ajustar la distancia del asiento y la altura del reposapiés según el tamaño del niño, que se utiliza sobre todo en la escuela municipal superior Auteuil. En diciembre de 1870, pagó con su dinero, el rescate exigido por los ocupantes prusianos. Cinco años más tarde abrió, a sus expensas, una escuela en Langesse, donde no tenía ningún interés directo. En 1876 se construyeron las viviendas, para alojar a más de 180 familias obreras, aproximadamente 800 personas, dotadas de gran confort para aquella época con buena ventilación, agua y gas.

## Trayectoria política
Jean-Félix Bapterosses fue consejero municipal de Briare desde 1852, un año después de su llegada a la ciudad, hasta 1874. Recibió la mayoría de votos pero nunca ocupó el cargo de alcalde. Luego se convirtió en delegado cantonal del consejero general de Loiret en 1857 del cantón de Briare, apoyado en esto por el gobierno a través del subprefecto de Gien. Conservó su puesto hasta su muerte en 1885. En 1855 fue nombrado Caballero de la Legión de Honor, y en 1878 recibió el gran premio de cerámica y el nombramiento de Oficial de la Legión de Honor.

## Descendencia
Después de haber tenido tres niñas y un niño (León, quien murió en 1886).  Bapterosses quiso asegurar su sucesión mediante un filtrado de sus yernos de acuerdo con la función de sus estudios: Raymond Bacot, esposo de Marie-Louise, era ingeniero y estudió en la École polytechnique, Alfred Loreau, el marido de Blanche, estudió en la École centrale Paris, mientras que Paul Yver el marido de Jeanne, era también ingeniero. Los tres yernos se sucedieron en la dirección de Esmalte Briare. La primera hija en casarse fue Henriette Bacot con Robert Chodron de Courcel. Jean-Félix Bapterosses fue, pues, el abuelo de Bernadette Chodron de Courcel esposa del presidente de la República francesa Jacques Chirac. Las otras dos siguieron los pasos de su padre en la fábrica de porcelana de Gien y tuvieron diferentes mandatos políticos (Paul Yver fue alcalde de Briare y Alfred Loreau alcalde Briare, consejero general del cantón de Briare y diputado de Loiret.
El nombre Bapterosses desapareció a pesar de dos tentativas llevadas a cabo por sus nietos que habían adjuntado su apellido al suyo René Loreau-Bapterosses y André Yver-Bapterosses. Con motivo del centenario de su nacimiento (treinta años después de su muerte), y bajo el impulso de su yerno Alfred Loreau alcalde de Briare en aquell momento de grandes festejos que se celebraron en Briare con una misa encabezada por el obispo Stanislas-Arthur-Xavier Touchet futuro cardenal.